# Körtekapu
Körtekapu (románul: Poarta) falu Romániában, Maros megyében.

## Története
1319-ben villa Kurtelkopu néven említik. 1334-ben Kurtuelkapu néven volt említve, ekkor a pápai tizedjegyzék szerint már plébániatemploma is volt, papját Lőrincnek hívták. Római-katolikus lakossága a reformáció idején felvette a református vallást.
1601-ben Giorgio Basta katonái felégették a települést, a lakosság nagy részét pedig lemészárolták. Ezt követően a település román lakossággal települ újra.
A trianoni békeszerződésig Kolozs vármegye Tekei járásához tartozott. A második bécsi döntésnek köszönhetően újra Magyarország része lett, de a második világháború után visszakerült Romániához.

## Népessége
1910-ben 551 lakosából 501 román, 49 magyar, 1 német volt.
2002-ben 192 lakosa volt, ebből 188 román és 4 magyar.

## Vallások
A falu lakói közül 170-en ortodox, 16-an görögkatolikus, 5-en adventista és 1 római katolikus hitűek.